# Nogal żółtonogi
Nogal żółtonogi (Megapodius layardi) – gatunek średniej wielkości ptaka z rodziny nogali (Megapodiidae). Występuje wyłącznie na wyspach Vanuatu. Jego liczebność spada, ale nie jest zagrożony wyginięciem.

## Taksonomia
Dwa syntypowe okazy Megapodius layardi znajdują się w zbiorach National Museums Liverpool w World Museum, z numerami identyfikacyjnymi T9758 (dorosły samiec) i T9759 (dorosła samica). Okazy zostały zebrane na wyspie Vate (Efate) odpowiednio w lipcu i wrześniu 1877 r. przez Edgara Leopolda Layarda i trafiły do kolekcji narodowej w Liverpoolu za pośrednictwem kolekcji kanonika Henry’ego Bakera Tristrama, która została zakupiona w 1896. W kolekcji ptaków w Muzeum Historii Naturalnej w Tring znajdują się trzy kolejne syntypy.
Nie wyróżnia się podgatunków. Takson ten bywał niekiedy uznawany za podgatunek nogala ciemnego (M. freycinet).

## Morfologia
Długość ciała około 42–45 cm. Obie płcie są do siebie podobne. Upierzenie ciemnobrązowawe lub śliwkowoczarne; rozległa, różowawo-czerwona, naga skóra na czole i twarzy; tęczówki brązowe, dziób, nogi i stopy jasnożółte.

## Zasięg występowania
Nogal żółtonogi jest endemitem Vanuatu. Występuje na większości wysp w północnej i środkowej części tego wyspiarskiego państwa, aż po Efate na południu. Nie jest znany status gatunku na wyspie Tanna w południowej części Vanuatu – albo wymarł, albo nigdy tam nie występował.

## Ekologia
Gatunek ten występuje do wysokości około 800 m n.p.m. Jego głównym naturalnym siedliskiem są subtropikalne lub tropikalne wilgotne lasy nizinne i zarośla. Bywał też niekiedy spotykany w ogrodach i lasach zdegradowanych. Żyje na ziemi; w przypadku zagrożenia woli uciec biegiem niż odfrunąć.
Prawdopodobnie sezon lęgowy trwa cały rok, ale głównie od czerwca do sierpnia. Lęgnie się w norach, być może buduje też kopce, ale nie ma na to dowodów. Inkubacja jaj trwa około 45 dni.
Zjada owady, larwy, robaki, ślimaki i inne bezkręgowce; także owoce, nasiona itp. Rozgrzebuje wilgotną ściółkę w poszukiwaniu jedzenia.

## Status zagrożenia
W Czerwonej księdze gatunków zagrożonych IUCN nogal żółtonogi od 2024 roku jest klasyfikowany jako gatunek najmniejszej troski (LC, Least Concern); wcześniej, od 1994 roku klasyfikowano go jako gatunek narażony na wyginięcie (VU, Vulnerable). Liczebność populacji szacowana jest na 5–20 tysięcy dorosłych osobników. Trend populacji uznawany jest za spadkowy z powodu zagrożeń związanych z zabieraniem przez ludzi jaj, degradacją habitatu oraz obecnością gatunków introdukowanych.